# العلاقات الكونغوية المالاوية
العلاقات الكونغولية المالاوية هي العلاقات الثنائية التي تجمع بين جمهورية الكونغو ومالاوي.

## مقارنة بين البلدين
هذه مقارنة عامة ومرجعية للدولتين:
| وجه المقارنة                                              | [[تصنيف:صفحات تستخدم رمز علم غير موجود\|]] جمهورية الكونغو | مالاوي                     |
| --------------------------------------------------------- | ---------------------------------------------------------- | -------------------------- |
| المساحة (كم2)                                             | 342.00 ألف                                                 | 118.48 ألف                 |
| عدد السكان (نسمة)                                         | 5.26 مليون                                                 | 18.62 مليون                |
| الكثافة السكانية (ن./كم²)                                 | 15.38                                                      | 157.16                     |
| العاصمة                                                   | برازافيل                                                   | ليلونغوي، زومبا            |
| اللغة الرسمية                                             | لغة فرنسية                                                 | لغة إنجليزية، لغة الشيشيوا |
| العملة                                                    | فرنك وسط أفريقي                                            | كواشا ملاوية               |
| الناتج المحلي الإجمالي (بليون دولار)                      | 8.72 مليار                                                 | 6.30 مليار                 |
| الناتج المحلي الإجمالي (تعادل القوة الشرائية) بليون دولار | 29.48 مليار                                                | 22.43 مليار                |
| الناتج المحلي الإجمالي الاسمي للفرد دولار أمريكي          | 1.85 ألف                                                   | 338                        |
| الناتج المحلي الإجمالي للفرد دولار أمريكي                 |                                                            | 1.20 ألف                   |
| مؤشر التنمية البشرية                                      | 0.591                                                      | 0.445                      |
| رمز المكالمات الدولي                                      | +242                                                       | +265                       |
| رمز الإنترنت                                              | .cg                                                        | .mw                        |
| المنطقة الزمنية                                           | ت ع م+01:00                                                | ت ع م+02:00                |

## منظمات دولية مشتركة
يشترك البلدان في عضوية مجموعة من المنظمات الدولية، منها:
| علم المنظمة | اسم المنظمة                                 | تاريخ انضمام جمهورية الكونغو | تاريخ انضمام مالاوي |
| ----------- | ------------------------------------------- | ---------------------------- | ------------------- |
|             | البنك الدولي للإنشاء والتعمير               | 10 يوليو 1963                | 19 يوليو 1965       |
|             | يونسكو                                      | 24 أكتوبر 1960               | 27 أكتوبر 1964      |
|             | منظمة التجارة العالمية                      | ?                            | ?                   |
|             | وكالة ضمان الاستثمار متعدد الأطراف          | 16 أكتوبر 1991               | 12 أبريل 1988       |
|             | البنك الإفريقي للتنمية                      | ?                            | ?                   |
|             | منظمة الشرطة الجنائية الدولية               | ?                            | ?                   |
|             | مؤسسة التمويل الدولية                       | 1 أكتوبر 1980                | 19 يوليو 1965       |
|             | الأمم المتحدة                               | 20 سبتمبر 1960               | 1 ديسمبر 1964       |
|             | الاتحاد الأفريقي                            | ?                            | ?                   |
|             | مجموعة دول أفريقيا والكاريبي والمحيط الهادئ | ?                            | ?                   |
|             | مؤسسة التنمية الدولية                       | 8 نوفمبر 1963                | 19 يوليو 1965       |
|             | منظمة حظر الأسلحة الكيميائية                | ?                            | ?                   |
|             | المركز الدولي لتسوية المنازعات الاستشارية   | 14 أكتوبر 1966               | 14 أكتوبر 1966      |